# 脱出 (1972年のアメリカ合衆国の映画)
『脱出』（Deliverance）は、1972年公開のアメリカ合衆国のサスペンス・アドベンチャー映画。ジェームズ・ディッキーが自身の原作をもとに脚色、後に『エクソシスト2』『エクスカリバー』などでカルト的な人気を博すジョン・ブアマンが監督を担当。また、撮影はヴィルモス・ジグモンド、主演がジョン・ヴォイトと、後にアカデミー賞を受賞する人物が本作に関わっている。
サバイバルを主題としたサスペンスストーリーである。
第45回アカデミー賞においては3部門にノミネートされたが、『ゴッドファーザー』『キャバレー』という強豪の存在のために受賞はならなかった。

## ストーリー
ルイス、エド、ボビー、ドリューの4人の男は、最初で最後の川下りを楽しむため、ダム建設によって湖底に沈むという渓流に行く。
彼らは消えゆく自然を憂えたり、ダムの必要性について論議したりしながら、カヌーを積んだ二台の車を上流の村落まで走らせた。しかしもとより過疎地帯で観光地というわけでもなく、現地の人々に歓迎のムードはどこにもなかった。川を下った先にある町まで車を搬送してもらえないかと頼むが話はスムーズに進まず、逆に「ダム建設会社の人間か」などと尋ねられ、警戒心をむき出しにされてしまう。それでも金を使ってなんとか頼み込んで車を託し、四人は川へと乗り出していった。
今回のリーダーでもあり、アウトドア派のルイスの号令で四人が乗った二艘のカヌーは川を下り、急な流れを切り抜けたり、美しく手つかずの自然を楽しんだりした。夜になって河原に上がった彼らは、興奮と満足のなかで一夜を明かす。ところが、その翌朝、岸辺を散策していたエドとボビーが、二人組の現地人から理屈に合わない因縁を吹っ掛けられ、銃を突きつけながら性的な辱めを受ける事件が発生する。この危機を救ったのは背後から男を弓矢で射抜いたルイスだったが、その一撃によって男はまもなく死んでしまう。
四人はこれを警察に届け出て、本当に正当防衛と認められるのかと考え、最悪偏見の強い地元の陪審員から不当に重い罪を負わされてしまうかもしれないと考える。ドリューはそれでも正直に届け出るべきだと説くが、ルイスは死体を隠せばまもなくあたりはダムの底に沈み、誰にも知られることなく罪を免れることが出来ると強硬に主張した。逃げた一人にしても、自らのレイプを届け出るとは思えない。
結局ルイスの意見が通って死体を埋めて隠したものの、ドリューが意に沿わぬ罪を背負って意気消沈した際に川に落ちてしまった上、バランスを失ったカヌーも急流にもまれて岩に衝突し砕けてしまう。この事故でドリューは行方不明となり、ルイスも足の骨を折る重傷を負うが、一難去った後になってドリューが川に落ちた理由で再び意見が分かれる。ルイスは逃げた男が戻ってきてドリューを銃で撃ったというが、激しく揺れるカヌーの上で他のものは確認できていなかった。負傷で行動できなくなったルイスに代わり、エドは決着をつけようと崖を登っていく。

## キャスト
| 役名                   | 俳優                             | 日本語吹替                     | 日本語吹替 | 日本語吹替 |
| 役名                   | 俳優                             | テレビ朝日版                   | VHS版      |            |
| ---------------------- | -------------------------------- | ------------------------------ | ---------- | ---------- |
| エド                   | ジョン・ヴォイト                 | 天田俊明                       | 筈見純     |            |
| ルイス                 | バート・レイノルズ               | 田中信夫                       | 小林修     |            |
| ボビー                 | ネッド・ビーティ                 | 石川進                         | 村松康雄   |            |
| ドリュー               | ロニー・コックス                 | 岩崎信忠                       | 原田一夫   |            |
| 保安官                 | ジェームズ・ディッキー           | 大平透                         | 糸博       |            |
| 老人                   | エド・ラミー                     | 清川元夢                       |            |            |
| グライナー弟           | シーモン・グラス                 | 田中康郎                       |            |            |
| グライナー兄           | ランドール・ディール             | たてかべ和也                   |            |            |
| 山中の男               | ビル・マッキーニー               | 渡部猛                         |            |            |
| 歯抜け男               | ハーバート・カウボーイ・カワード | 北村弘一                       | 田口昴     |            |
| 医師                   | ジョン・ファウラー               | 村越伊知郎                     |            |            |
| 看護師                 | キャシー・リックマン             | 弥永和子                       |            |            |
| クイーン保安官代理     | メイコン・マカルマン             | 石丸博也                       |            |            |
| ビディフォード夫人     | ルイーズ・コールドレン           | 鈴木れい子                     |            |            |
| ガソリンスタンドの少年 | ホイト・ポラード                 | 鹿沼政仁                       | 小宮山清   |            |
|                        |                                  |                                |            |            |
| 演出                   | 演出                             | 春日正伸                       | 千葉耕市   |            |
| 翻訳                   | 翻訳                             | 進藤光太                       | 大野隆一   |            |
| 効果                   | 効果                             | PAG                            |            |            |
| 調整                   | 調整                             | 山田太平                       |            |            |
| 制作                   | 制作                             | 日米通信社                     |            |            |
| 解説                   | 解説                             | 淀川長治                       | N/A        |            |
| 初回放送               | 初回放送                         | 1979年1月21日 『日曜洋画劇場』 | 1980年     |            |

## 日本語字幕
高瀬鎮夫（劇場公開版）、貴島久祐子（DVD版）

## アカデミー賞ノミネート
- 第45回アカデミー賞

| ノミネート |                      |
| 作品賞     | ジョン・ブアマン     |
| 監督賞     | ジョン・ブアマン     |
| 編集賞     | トム・プリーストリー |